# Уніря (Алба)
Уніря (рум. Unirea) — село у повіті Алба в Румунії. Адміністративний центр комуни Уніря.
Село розташоване на відстані 282 км на північний захід від Бухареста, 40 км на північний схід від Алба-Юлії, 44 км на південь від Клуж-Напоки.

## Населення
За даними перепису населення 2002 року у селі проживали 3913 осіб.
Національний склад населення села:
| Національність | Кількість осіб | Відсоток |
| -------------- | -------------- | -------- |
| румуни         | 2624           | 67,1%    |
| угорці         | 654            | 16,7%    |
| цигани         | 633            | 16,2%    |

Рідною мовою назвали:
| Мова      | Кількість осіб | Відсоток |
| --------- | -------------- | -------- |
| румунська | 3070           | 78,5%    |
| угорська  | 649            | 16,6%    |
| циганська | 193            | 4,9%     |